# Aeropuertos del Perú
Aeropuertos del Perú es una concesionaria encargada de operar aeropuertos en el norte del Perú; así también en Pucallpa y Pisco. La empresa fue creada en octubre del 2006.
Aeropuertos del Perú (AdP) es la empresa concesionaria del primer grupo de aeropuertos ubicados en el norte y centro de la República del Perú.
Asumió en el año 2006 la operación de una red de 11 terminales aéreos del norte peruano ubicados en Tumbes, Talara, Piura, Cajamarca, Chiclayo, Chachapoyas, Tarapoto, Trujillo, Anta (Huaraz), Iquitos y Pucallpa; además del nuevo aeropuerto de Pisco.

## Historia
El 11 de diciembre de 2006 se entregaron en Concesión al Consorcio Swissport GBH-Aeropuertos, conformado por Swissport Perú y GBH Investments los aeropuertos de: Talara, Tumbes, Chachapoyas, Iquitos, Tarapoto, Pucallpa, Trujillo, Anta y Cajamarca.
Los Aeropuertos de Piura, Chiclayo y Pisco fueron entregados después de la Fecha de Cierre, ya que se necesitaba la conformidad del Ministerio de Defensa.
Las obras que se comprometió a realizar el Concesionario se dividen en:
- Obras del Período Inicial: Durante los primeros tres años de la concesión

1. Obras de Rápido Impacto, las cuales se realizarían dentro de los primeros nueve meses de la Concesión y comprenden el Mejoramiento de la fachada del aeropuerto, la remodelación interna del edificio de la terminal, la rehabilitación de la vía de acceso, la rehabilitación y asfaltado de los estacionamientos.
2. Obras de seguridad: ejecutadas dentro de los 18 meses del cierre de la estructuración financiera; que incluyen la conclusión y el mejoramiento de los cercos perimétricos de los aeropuertos, habilitación de vías para vigilancia, vía de acceso directa al centro geométrico de la pista de aterrizaje y retiro de pozas de asfalto.
3. Obras de ampliación y remodelación de la terminal: en los aeropuertos de Cajamarca, Piura y Tumbes, ejecutadas al término del mes vigésimo cuarto del cierre de la estructuración financiera.
4. Obras de rápido impacto y de seguridad del aeropuerto de Iquitos: deberán estar ejecutadas al mes 12 de otorgada la viabilidad y se cuente con la estructuración financiera para estas obras. Estas obras comprenden lo mencionado para los demás aeropuertos.

- Obras del Periodo Remanente, las cuales se realizarán del año 4 al 25 de la Concesión, los Planes Maestros para la ejecución de estas obras se deben presentar hasta el mes 24 de la Concesión.

- Obras del Lado Aire: Se realizan durante toda la concesión a partir del mes 31. Para el aeropuerto de Pisco el plazo es de 12 meses y para el aeropuerto de Iquitos es de 18 meses.

El 5 de febrero de 2008 se suscribió la Primera Adenda al Contrato de Concesión, y se procedió a hacer entrega del Aeropuerto Internacional de Pisco; el 7 de marzo de 2008 se suscribió la Segunda Adenda al Contrato de Concesión, y se procedió a hacer entrega del Aeropuerto CAP. FAP Abelardo Quiñónez, en la ciudad de Chiclayo; y el 24 de noviembre de 2008 se entregó el aeropuerto CAP. FAP Guillermo Concha, ubicado en la ciudad de Piura.

## Plan de inversiones hasta 2021
Aeropuertos del Perú, realizará trabajos de renovación y ampliación en los 12 aeropuertos que tiene a concesión según su plan de inversiones por US$ 1,000 millones. En una primera fase van a trabajar en los aeropuertos de Chiclayo, Piura, Trujillo e Iquitos. Y en una segunda fase en los terminales aéreos de Tarapoto y Pucallpa. Debido a que varios de los aeropuertos están llegando al límite de su capacidad.
Como parte de este plan se han mejorado los aeropuertos de Cajamarca, Anta y Trujillo, el año 2015, y se tiene planificado ejecutar obras en las pistas y los terminales de pasajeros de los aeropuertos de Iquitos, Piura, Trujillo y Talara, además del de Chiclayo, que requerirá una inversión de US$ 260 millones.

## Aeropuertos operados
Los siguientes aeropuertos son operados por Aeropuertos del Perú (ADP). Todos, excepto uno (en Pisco), se encuentran en el norte y oriente del Perú.

| Ciudad      | Aeropuerto operado                                               | |
| ----------- | ---------------------------------------------------------------- | -------------------------------------------------------------------------------------------------- |
| Cajamarca   | Aeropuerto Mayor General FAP Armando Revoredo Iglesias           | Chiclayo Talara Piura Cajamarca Chachapoyas Tarapoto Pisco Huaraz Pucallpa Iquitos Trujillo Tumbes |
| Chachapoyas | Aeropuerto de Chachapoyas                                        | Chiclayo Talara Piura Cajamarca Chachapoyas Tarapoto Pisco Huaraz Pucallpa Iquitos Trujillo Tumbes |
| Chiclayo    | Aeropuerto Internacional Capitán FAP José A. Quiñones            | Chiclayo Talara Piura Cajamarca Chachapoyas Tarapoto Pisco Huaraz Pucallpa Iquitos Trujillo Tumbes |
| Huaraz      | Aeropuerto Comandante FAP Germán Arias Graziani                  | Chiclayo Talara Piura Cajamarca Chachapoyas Tarapoto Pisco Huaraz Pucallpa Iquitos Trujillo Tumbes |
| Iquitos     | Aeropuerto Internacional Coronel FAP Francisco Secada Vignetta   | Chiclayo Talara Piura Cajamarca Chachapoyas Tarapoto Pisco Huaraz Pucallpa Iquitos Trujillo Tumbes |
| Pisco       | Aeropuerto Capitán FAP Renán Elías Olivera                       | Chiclayo Talara Piura Cajamarca Chachapoyas Tarapoto Pisco Huaraz Pucallpa Iquitos Trujillo Tumbes |
| Piura       | Aeropuerto Internacional Capitán FAP Guillermo Concha Iberico    | Chiclayo Talara Piura Cajamarca Chachapoyas Tarapoto Pisco Huaraz Pucallpa Iquitos Trujillo Tumbes |
| Pucallpa    | Aeropuerto Internacional Capitán FAP David Abensur Rengifo       | Chiclayo Talara Piura Cajamarca Chachapoyas Tarapoto Pisco Huaraz Pucallpa Iquitos Trujillo Tumbes |
| Tarapoto    | Aeropuerto Cadete FAP Guillermo del Castillo Paredes             | Chiclayo Talara Piura Cajamarca Chachapoyas Tarapoto Pisco Huaraz Pucallpa Iquitos Trujillo Tumbes |
| Trujillo    | Aeropuerto Internacional Capitán FAP Carlos Martínez de Pinillos | Chiclayo Talara Piura Cajamarca Chachapoyas Tarapoto Pisco Huaraz Pucallpa Iquitos Trujillo Tumbes |
| Tumbes      | Aeropuerto Capitán FAP Pedro Canga Rodríguez                     | Chiclayo Talara Piura Cajamarca Chachapoyas Tarapoto Pisco Huaraz Pucallpa Iquitos Trujillo Tumbes |
| Talara      | Aeropuerto Internacional Capitán FAP Víctor Montes Arias         | Chiclayo Talara Piura Cajamarca Chachapoyas Tarapoto Pisco Huaraz Pucallpa Iquitos Trujillo Tumbes |